# Józef Mielżyński (1824–1900)
Józef Mielżyński hrabia herbu Nowina (ur. 1824, zm. 12 sierpnia 1900 w Iwnie) – polski działacz społeczny, ziemianin.
Był synem Macieja i Konstancji z Mielżyńskich z Pawłowic. Odziedziczył po ojcu dobra ziemskie w Wielkopolsce, w których zasłynął jako dobry gospodarz. Od 1863 zasiadał w pruskiej Izbie Panów. Krótko przed śmiercią (1900) został wybrany prezesem Towarzystwa Pomocy Naukowej. Był jednym z założycieli muzeum przy Poznańskim Towarzystwie Przyjaciół Nauk.
Żonaty z hrabianką Emilią z Bnińskich herbu Łodzia, z którą miał cztery córki Marię, Gabrielę, Konstancję i Sewerynę (ożenioną z kuzynem Ignacym).
Odznaczony przez papieża Krzyżem Wielkim Orderu św. Grzegorza, a przez niemieckiego cesarza pruskim Orderem Korony II klasy.
Zmarł w Iwnie, spoczął w Woźnikach w powiecie grodziskim.